# Roquetaillade
Roquetaillade is een plaats en voormalige  gemeente in het Franse departement Aude (regio Occitanie) en telt 192 inwoners (1999). De plaats maakt deel uit van het arrondissement Limoux. Roquetaillade is op 1 januari 2019 gefuseerd met de gemeente Conilhac-de-la-Montagne tot de gemeente Roquetaillade-et-Conilhac. 

## Geografie
De oppervlakte van Roquetaillade bedraagt 11,6 km², de bevolkingsdichtheid is 16,6 inwoners per km².
De onderstaande kaart toont de ligging van Roquetaillade met de belangrijkste infrastructuur en aangrenzende gemeenten.

## Demografie
Onderstaande figuur toont het verloop van het inwonertal (bron: INSEE-tellingen).

Vanwege een beveiligingsprobleem met de MediaWiki Graph-software is het momenteel niet mogelijk deze grafiek weer te geven. Zodra de software is bijgewerkt zal de grafiek vanzelf weer zichtbaar worden.